# Bongani Zungu
Bongani Zungu, né le 9 octobre 1992 à Duduza (en), est un footballeur international sud-africain jouant au poste de milieu de terrain à l'AmaZulu FC.

## Biographie

### En club

#### University of Pretoria
Bongani Zungu fait ses débuts professionnels au cours de la saison 2012-2013 avec l'University of Pretoria (en), promue en Premiership. Il fait ses débuts le 22 août 2012 contre les Golden Arrows (victoire 1-0). Le 7 octobre, il inscrit son premier but lors d'une défaite 3-1 face aux Orlando Pirates. Il y réalise une saison prometteuse avec vingt matchs disputés, dont dix-sept titularisations, pour sept réalisations. Le club établit alors le meilleur résultat de son histoire en terminant huitième du championnat de première division sud-africaine. Au terme de cette saison, il fait partie des trois nommés au titre de meilleur jeune joueur de la saison aux « PSL Awards », le gardien Ronwen Williams (Supersport United) remportant finalement le trophée. 

#### Mamelodi Sundowns
Ses performances sont remarquées par l'autre club de la ville, les Mamelodi Sundowns, qu'il rejoint le 2 juillet 2013. Il y boucle une nouvelle belle saison, pour sa deuxième année en première division sud-africaine, acteur (vingt-trois apparitions, dix-neuf titularisations) de la conquête du titre. Pour sa deuxième saison sous les ordres de Pitso Mosimane, l'entraîneur sud-africain le fait évoluer tactiquement, Bongani évoluant tantôt dans un rôle de soutien à l'attaquant, tantôt milieu défensif. Une nouvelle polyvalence qui se ressent sur ses statistiques (zéro but ou passe décisive) mais qui en fait un élément tout aussi important du onze des Sundowns. Ceux-ci perdent leur titre, terminant second, mais remportent la coupe nationale où Zungu inscrit le tir au but décisif face à l'Ajax Cape Town.
Lors de l'exercice 2015-2016 arrivent les premières offres européennes, le Vitoria Guimaraes offrant 400 000 euros pour s'attacher ses services dès la fin août 2015. Malgré le refus de Bongani de prolonger son contrat qui arrive à expiration l'été suivant, les Sundowns ne donnent pas suite. En janvier 2016, il officialise son départ pour Guimaraes en vue de la saison 2016-2017. Néanmoins, lors de ce mois, il est également victime d'une fracture du tibia.

#### Vitoria Guimaraes
Il ne débute ainsi sous ses nouvelles couleurs que le 15 décembre 2016, en Coupe du Portugal. Remis de sa blessure, il s'impose dans le onze du Vitoria, participant à seize rencontres de Liga Nos sur la seconde partie de saison. En avril 2017, des intérêts du Sporting Portugal et du Benfica sont évoqués pour le milieu de terrain offensif.

#### Amiens SC
Le dernier jour du mercato d'été 2017, il rejoint la France et l'Amiens SC, palliant notamment la grave blessure de Guessouma Fofana (fracture du péroné) et le départ de Ndombele vers l'Olympique lyonnais. Il fait ses premiers pas en Ligue 1 le 9 septembre, en déplacement à Strasbourg (victoire 0-1). Son entraîneur dans le Nord, Christophe Pélissier, ne le voit pas comme un relayeur ou un briseur de lignes mais dans un rôle plus défensif où il équilibre le milieu, associé à Thomas Monconduit. Sur un service de Gaël Kakuta, il inscrit son premier but en France le 25 novembre à Metz (victoire 0-2, quatorzième journée). Malgré une entorse du genou droit fin décembre 2017 puis du genou gauche en début d'année 2018, il participe à vingt-six rencontres de championnat, pour vingt-quatre titularisations et un but inscrit.
Le 3 septembre 2018, il est victime d'une rupture du ligament du genou lors d'un déplacement à l'AS Saint-Étienne (0-0, quatrième journée). C'est face à ce même club qu'il retrouve les pelouses de Ligue 1 le 6 avril 2019 (31e journée, 2-2). Sur l'ensemble de la saison, il ne participe qu'à cinq rencontres de championnat.
Lors du mercato estival 2020, il est recalé par les Glasgow Rangers, sa visite médicale se révélant infructueuse. Il reste finalement à Amiens pour la saison 2020-2021, désormais entraîné par Luka Elsner. L'entraîneur slovène apprécie ses qualités de conservation et de construction, sa capacité à donner du liant entre la défense et le milieu ou entre le milieu de terrain et l'attaque, ses déplacements et son positionnement. Face à la concurrence d'Alexis Blin, de Thomas Monconduit et d'Eddy Gnahoré et n'ayant pas retrouvé la pleine possession de ses moyens, il est utilisé avec parcimonie lors de la première partie de saison, titularisé à cinq reprises en treize apparitions en Ligue 1. Sur la phase retour, il s'impose progressivement dans le onze amiénois mais est stoppé dans son élan par la pandémie de Covid-19 qui contraint les instances à suspendre le championnat début mars.
Au terme de cette saison arrêtée prématurément après vingt-huit journées disputées, Amiens est relégué en Ligue 2. Le 5 octobre 2020, Zungu est prêté aux Rangers, entraînés par Steven Gerrard. Il ne parvient pas à s'y imposer et l'option d'achat adossée à son prêt n'est pas levée.

#### Retour aux Mamelodi Sundowns
Le 13 août 2022, Bongani Zungu retourne aux Mamelodi Sundowns. Il joue sa première rencontre le 18 septembre suivant dans une victoire 1-0 face à l'AmaZulu FC.

### En sélection
Il honore sa première sélection en équipe d'Afrique du Sud le 17 août 2013, en amical contre le Burkina Faso (victoire 2-0).
Le 15 novembre 2013, il inscrit son premier but international contre l'Swaziland en amical (victoire 3-0).
Il est sélectionné pour la Coupe d'Afrique des nations 2015, où il n'entre pas en jeu, et pour la Coupe d'Afrique des nations 2019.

#### Buts en sélection
| N° | Date             | Lieu                                           | Adversaire | Score | Résultat | Compétition                                  |
| -- | ---------------- | ---------------------------------------------- | ---------- | ----- | -------- | -------------------------------------------- |
| 1. | 15 novembre 2013 | Somhlolo National Stadium, Lobamba, Eswatini   | Eswatini   | 2–0   | 3-0      | Amical                                       |
| 2. | 29 mars 2015     | Stade Mbombela, Nelspruit, Afrique du Sud      | Nigeria    | 1–1   | 1–1      | Amical                                       |
| 3. | 26 juin 2019     | Stade Al Salam, Le Caire, Égypte               | Namibie    | 1–0   | 1-0      | Coupe d'Afrique des nations de football 2019 |
| 4. | 10 juillet 2019  | Stade international du Caire, Le Caire, Égypte | Nigeria    | 1–1   | 1–2      | Coupe d'Afrique des nations de football 2019 |

## Palmarès
Mamelodi Sundowns
- Champion d'Afrique du Sud en 2013-2014 et 2015-2016
- Vice-champion en 2014-2015
- Vainqueur de la Coupe d'Afrique du Sud en 2014-2015
- Vainqueur de la Coupe d'Afrique du Sud en 2015
- Vainqueur de la Coupe de la Ligue sud-africaine en 2015

 Vitória Sport Clube
- Finaliste de la Coupe du Portugal en 2016-2017
- Finaliste de la Supercoupe du Portugal en 2017

 Rangers FC
- Champion d'Écosse en 2021

## Statistiques
| Saison                | Club                   | Championnat           | Championnat | Championnat | Coupe(s) nationale(s) | Coupe(s) nationale(s) | Compétition(s) continentale(s) | Compétition(s) continentale(s) | Compétition(s) continentale(s) | Afrique du Sud | Afrique du Sud | Total | Total |
| Saison                | Club                   | Division              | M.          | B.          | M.                    | B.                    | Comp.                          | M.                             | B.                             | M.             | B.             | M.    | B.    |
| 2012-2013             | University of Pretoria | Premiership           | 25          | 7           | 2                     | 0                     | -                              | -                              | -                              | -              | -              | 27    | 7     |
| 2013-2014             | Mamelodi Sundowns      | Premiership           | 22          | 1           | 4                     | 0                     | -                              | -                              | -                              | 9              | 1              | 35    | 2     |
| 2014-2015             | Mamelodi Sundowns      | Premiership           | 23          | 0           | 7                     | 0                     | LCC                            | 2                              | 0                              | 4              | 2              | 36    | 2     |
| 2015-2016             | Mamelodi Sundowns      | Premiership           | 13          | 0           | 4                     | 2                     | -                              | -                              | -                              | 6              | 0              | 23    | 2     |
| Sous-total            | Sous-total             | Sous-total            | 58          | 1           | 15                    | 2                     | -                              | 2                              | 0                              | 19             | 3              | 94    | 6     |
| 2016-2017             | Vitória SC             | Liga NOS              | 16          | 0           | 8                     | 2                     | -                              | -                              | -                              | 1              | 0              | 25    | 2     |
| 2017-2018             | Vitória SC             | Liga NOS              | 3           | 1           | 1                     | 0                     | -                              | -                              | -                              | -              | -              | 4     | 1     |
| Sous-total            | Sous-total             | Sous-total            | 19          | 1           | 9                     | 2                     | -                              | -                              | -                              | 1              | 0              | 29    | 3     |
| 2017-2018             | Amiens SC              | Ligue 1               | 26          | 1           | 2                     | 0                     | -                              | -                              | -                              | 4              | 0              | 32    | 1     |
| 2018-2019             | Amiens SC              | Ligue 1               | 5           | 0           | 0                     | 0                     | -                              | -                              | -                              | 1              | 1              | 6     | 1     |
| 2019-2020             | Amiens SC              | Ligue 1               | 21          | 0           | 3                     | 1                     | -                              | -                              | -                              | 4              | 1              | 28    | 2     |
| 2020-2021             | Amiens SC              | Ligue 2               | 2           | 0           | -                     | -                     | -                              | -                              | -                              | -              | -              | 2     | 0     |
| 2020-2021             | Rangers FC (prêt)      | Premiership           | 14          | 0           | 2                     | 0                     | C3                             | 5                              | 0                              | 2              | 1              | 23    | 1     |
| 2021-2022             | Amiens SC              | Ligue 2               | 13          | 0           | 3                     | 0                     | -                              | -                              | -                              | -              | -              | 16    | 0     |
| Sous-total            | Sous-total             | Sous-total            | 67          | 1           | 8                     | 1                     | -                              | -                              | -                              | 9              | 2              | 84    | 4     |
| 2022-2023             | Mamelodi Sundowns      | Premiership           | 4           | 0           | 3                     | 0                     | LCC                            | 5                              | 0                              | -              | -              | 12    | 0     |
| Total sur la carrière | Total sur la carrière  | Total sur la carrière | 187         | 10          | 39                    | 5                     | -                              | 12                             | 0                              | 31             | 6              | 269   | 21    |